# 豆酘村
豆酘村（つつむら）は、長崎県下県郡にあった村。1912年（明治45年）に与良村より分立し、1956年（昭和31年）に厳原町、久田村、佐須村と合併し、改めて発足した厳原町の一部となった。
現在の対馬市厳原町の南西部にあたる。

## 地理
対馬島の南西部に位置する。
- 山：竜良山、木槲山（もっこくやま）、雲刺山、尖山、松無山
- 河川：豆酘川、浅藻川
- 港湾：豆酘漁港（豆酘・浅藻）

## 沿革
- 1908年（明治41年）4月1日 - 島嶼町村制施行により、豆酘村・尾浦村・安神村・久和村・与良内院村・豆酘内院村・豆酘瀬村・佐須瀬村・内山村が合併し下県郡与良村が発足[3]。
- 1912年（明治45年）4月1日 - 与良村が以下の2村に分割される[1][2]。
  - 与良村の一部（大字尾浦・安神・久和・与良内院・豆酘内院・豆酘瀬・佐須瀬・内山）と厳原町の一部（大字久田）が合併し、久田村が発足。
  - 与良村の残部（大字豆酘）より豆酘村が発足。
- 1956年（昭和31年）9月30日 - 厳原町・久田村・佐須村と合併して改めて厳原町が発足し、豆酘村は自治体として消滅。

## 地名
与良村からの分村時に1大字1村で発足した豆酘村では、大字を設置しなかった。このため「豆酘村○○番地」のように村名の次に地番を表示する住所表記となる。

## 名所・旧跡
- 多久頭魂神社
- 高御魂神社